# Albano de Verulâmio
Santo Albano é um santo, primeiro mártir da Grã-Bretanha. Faleceu em Verulâmio, sítio da atual São Albano, e sua festa é celebrada em 17 e 22 de junho.

## História

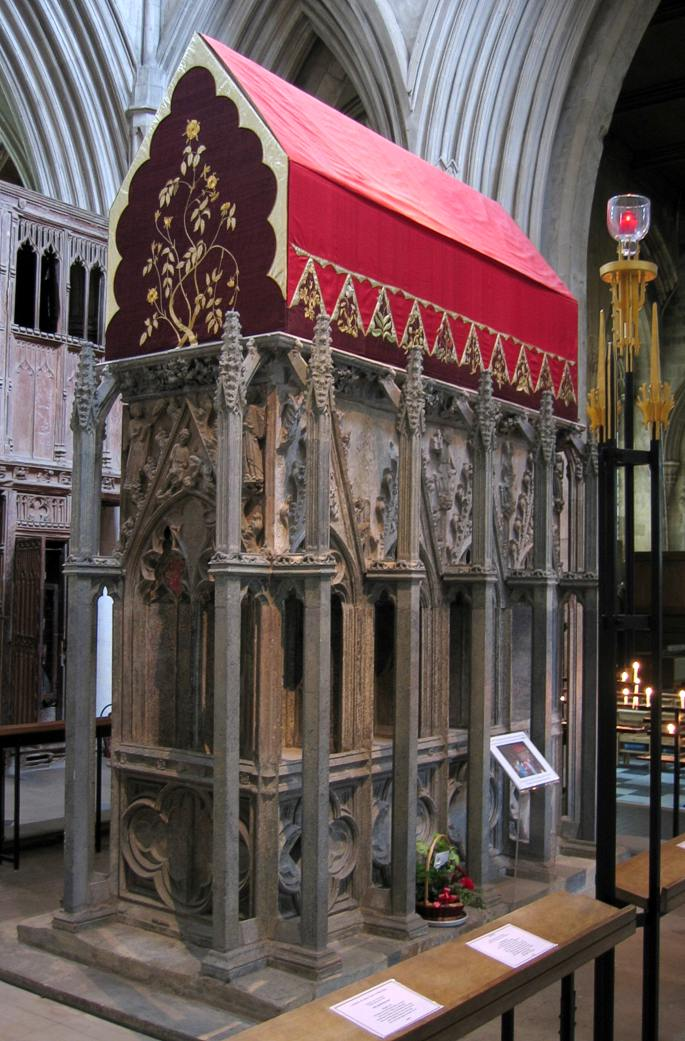
Túmulo de Albano na Catedral de São Albano

Segundo Beda, Albano era um pagão que vivia em Verulâmio (atual São Albano, em Hertefórdia) quando os cristãos eram perseguidos e acolheu um clérigo em sua casa. Após alguns dias de convivência, se comoveu pelo clérigo e recebeu o batismo. Quando os emissários do governador foram revistar sua casa, se disfarçou no manto de seu convidado e se entregou em seu lugar. Foi arrastado perante o juiz, flagelado e, quando não negou sua fé, condenado à morte. No caminho para o local de execução, prendeu as águas de um rio, de modo que atravessaram a calçada, e fez com que uma fonte de água corresse no alto da colina na qual foi decapitado. O carrasco foi convertido e o homem que o substituiu, depois de atingir o golpe fatal, foi punido com cegueira. O episódio é variadamente datado em 305, 304 ou 303, no reinado dos imperadores Constâncio Cloro, Maximiano, Galério e Diocleciano, na chamada Perseguição de Diocleciano. No manuscrito de Turim de uma Paixão de Albano (em latim: Passio Albani) se fala de seu martírio em 209. Segundo outra versão do mito, serviu por sete anos em Roma no exército de Diocleciano antes de retornar à Britânia para se restabelecer em sua cidade natal, onde foi condenado na perseguição aos cristãos. Um desenvolvimento posterior na lenda indica que o clérigo salvo por ele se chamava Anfíbalo, e que ele, com alguns companheiros, foi apedrejado até a morte dias depois em Redbourn, a seis quilômetros de Santo Albano.
A vida de Albano é pensada como tendo elementos inventados. A primeira pessoa a citá-lo é Constâncio, em sua Vida de São Germano, escrita cerca de 480. Mas os detalhes adicionais dados sobre a abertura da tumba de Albano e a remoção de relíquias são interpolações posteriores, como foi descoberto recentemente. Ainda assim, toda a lenda conhecida por Beda provavelmente existiu na primeira metade do século VI, e foi usada por Gildas antes de 547. Também é provável que o nome Anfíbalo seja derivado de alguma versão da lenda na qual o manto do clérigo é chamado de anfíbalo; Godofredo de Monmouth, a primeira testemunha do nome Anfíbalo, comete o mesmo erro em outra passagem, convertendo a vestimenta chamada anfíbalo em nome de um santo. Seja como for, ao que tudo indica, seu culto foi continuamente realizado na Britânia desde o século V. Além disso, seu nome era conhecido no ano 580 por Venâncio Fortunato, no sul da Gália, que o celebrou em versos: "A frutífera Britânia exalta o nome do grande Albano." (Canções, VII, iii, 155).
Albano é geralmente representado na arte com uma cruz numa mão e uma espada na outra, com um rio ou nascente em primeiro plano. Sua cidade natal foi rebatizada Santo Albano após a ereção da igreja que leva seu nome em 793 pelo rei Ofa da Mércia (r. 757–796). Um mosteiro foi depois adicionado e em torno dele a atual cidade gradualmente cresceu. O futuro papa Adriano IV (r. 1154–1154), que nasceu nas imediações, conferiu ao abade de Santo Albano o direito de precedência sobre seus colegas abades, um direito até então vinculado à Abadia de Glastônia. Albano é celebrado no Martirológio Romano em 22 de junho e na Igreja Anglicana em 17 de junho.